# Пляжний футбол

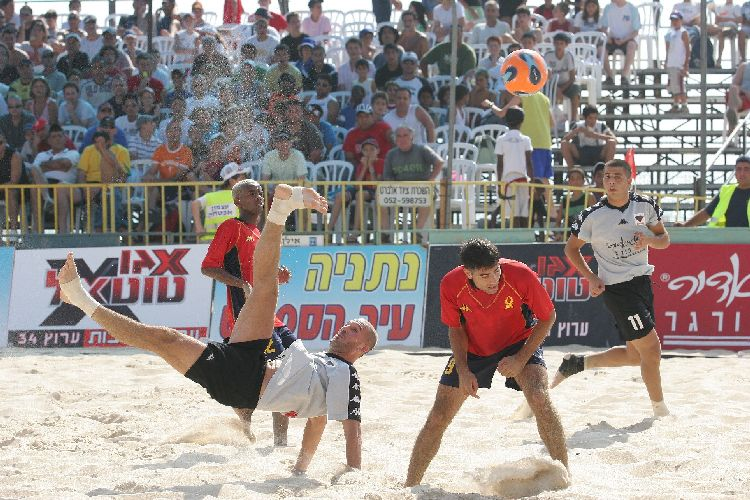
Пляжний футбол

Пляжний футбол (англ. beach soccer)  — вид спорту, заснований на правилах гри традиційного футболу. Змагання проводяться на піщаних пляжах, при цьому особливе значення має техніка володіння м'ячем і швидкість пересування по грузкій поверхні.
М'який і в'язкий пісок змушує гравців багато імпровізувати, використовувати красиві технічні прийоми (наприклад, удари в падінні через себе — «ножицями» або «бісіклетами»). Компактні розміри ігрового поля (28 на 37 метрів) дозволяють гравцям забивати практично з будь-якого положення, навіть прямим ударом від своїх воріт. Відповідно, за гру можна побачити аж до 60-ти ударів по воротах суперника (для порівняння, у великому футболі 20 ударів по воротах на обох суперників вважається пристойним показником). Голи в середньому забиваються кожні 3-4 хвилини, а середня результативність матчу становить близько 11 забитих м'ячів за гру (у традиційному футболі останнім часом норма 2,5 голи).
Матчі та турніри з пляжного футболу стають іще більш видовищними завдяки шоу-програмам і, зокрема, черлідингу. Попри видиму простоту гра вимагає добро фізичної підготовки і поширення сприяє розвитку фізичної культури. За словами тренера української збірної Сергія Кучеренка: «Пляжний футбол — унікальна гра, це поєднання найпопулярнішого виду спорту з найпопулярнішим місцем відпочинку, ще один яскравий різновид здорового способу життя».

## Історія
Пляжний футбол зародився у Бразилії в Ріо-де-Жанейро, і виріс до міжнародного рівня. Участь у змаганнях відомих спортсменів з великого футболу, таких як француз Ерік Кантона, іспанці Мігель і Хуліо Салінаса та бразильці Ромаріо, Жуніор і Зіко, сприяло поширенню телевізійного висвітлення — пляжний футбол стали показувати в 170 країнах світу. Це зробило його одним із видів спорту, що динамічно розвиваються у світі, та привернуло багато уваги.
У 1992 році у Лос-Анджелесі було представлено концепцію і вироблено основні правила пляжного футболу.
Через рік у Маямі представники Бразилії, Аргентини, США та Італії розіграли перший турнір професійних команд. В 1995-му на пляжі Копакабана в Ріо-де-Жанейро відбувся прем'єрний чемпіонат світу, що виграли господарі — бразильці. У різний час у їхньому складі виступали Зіко, Жуніор, Ромаріо, за французів довгий час грав Ерік Кантона, який згодом став головним тренером збірної Франції.

### Турніри та організації
ФІФА офіційно визнала пляжний футбол в 2004-му, першість планети-2005 проходила вже під егідою Міжнародної федерації футболу. Разом з тим і надалі розвитком цього спорту займається ΒSWW — Всесвітня асоціація пляжного футболу англ. Beach Soccer Worldwide. Вони узгоджують і проводять паралельно ряд змагань різного рівня. Складові ФІФА, континентальні федерації футболу проводять власні змагання — і між збірними, і між професійними клубами. Клубні національні чемпіонати та інші турніри проходять в ряді країн світу під егідою місцевих федерацій футболу або асоціацій пляжного футболу. Так, в Україні регулярний чемпіонат проводиться Асоціацією пляжного футболу України (АПФУ) з 2003 року, також розігрувався кубок та суперкубок країни. Федерація футболу України надає суто інформаційну підтримку пляжному футболу. Також АПФУ опікується збірною України з пляжного футболу.
В чемпіонатах світу до 2005 року значну перевагу мала збірна Бразилії, що виграла 9 турнірів. Лише один раз її панування порушила Португалія. З 2005 року на пляжі Копакабана в Ріо-де-Жанейро почали відбуватися офіційні чемпіонати під егідою ФІФА. Першим чемпіоном стала збірна Франції, наступні чотири роки тріумфували бразильці. З 2008 року місце проведення чемпіонату стали щоразу змінювати, а з 2009 відмовилися від щорічного проведення турніру. Господарями встигли побувати Франція (2008), ОАЕ (2009), Італія (2011), а переможцями в 2011 році вперше стали росіяни. У 2013 році черговий чемпіонат проводиться в Океанії, на острові Таїті.
Крім чемпіонату світу, престижним змаганням світового рівня є Мундіаліто Всесвітньої асоціації пляжного футболу ΒSWW, в якому беруть участь чотири запрошені нею команди. Перший турнір пройшов також у Ріо в 1994, а в 1997 відродився в Португалії, там він щорічно проходить дотепер. 12 разів перемогу святкували бразильські футболісти, чотири рази збірна Португалії, один раз США. Мундіаліто-2013 виграла збірна Іспанії. З 2011 проводиться також клубне Мундіаліто, в якому беруть участь «пляжні» команди відомих професійних клубів Європи, Азії та Латинамерики. Переможцями турніру ставали «пляжники» ФК Васко да Гама та ФК Локомотив (Москва). З 2011 року щорічно проводиться турнір Міжконтинентальний кубок з пляжного футболу, в якому беруть участь 8 найкращих команд-представників всіх частин світу. Двічі перемогу в цьому турнірі здобувала російська збірна.
Основні змагання збірних в Європі:
- з 1998 проводиться Євроліга з пляжного футболу англ. Euro Beach Soccer League, найбільше турнірних перемог у збірних Іспанії (1999, 2000, 2001, 2003, 2006), Португалії (2002, 2007, 2008, 2010) та РФ (2009, 2011, 2013).
- з 1998 Кубок Європи з пляжного футболу англ. Euro Beach Soccer Cup, шість разів його вигравали португальці (1998, 2001, 2002, 2003, 2004, 2006), тричі іспанці (1999, 2008, 2009), двічі росіяни (2010, 2012), один раз збірні Швейцарії (2005) та України (2007).
- з 2008 Європейська кваліфікація до чемпіонату світу англ. FIFA Beach Soccer World Cup qualification (UEFA), яка визначає чемпіона Європи. Тричі рази цей титул здобули іспанці та один раз українці (2010).

Практично кожна національна футбольна федерація проводить внутрішні клубні першості, а в 2013 році був проведений турнір-аналог Ліги Чемпіонів УЄФА — Кубок Європейських чемпіонів з пляжного футболу англ. Euro Winners Cup серед професійних команд-переможців національних чемпіонатів. Друге місце в цьому змаганні посіла київська команда Гріффін.

## Основні правила гри

### Майданчик
Прямокутне поле завдовжки 35-37 метрів, завширшки 26-28 метрів, із рівним піщаним покриттям, без каміння та будь-яких предметів, що можуть завдати травми гравцям. Для міжнародних матчів глибина піску має бути щонайменше 40 см. Штрафний майданчик визначений уявною лінією, яка проходить за 9 метрів паралельно лінії воріт з кожного боку майданчику.
Ворота мають розміри 2,2 на 5,5 метрів (для порівняння: у великому футболі — 2,44 на 7,32 м). Каркас воріт повинен мати флуоресцентний жовтий колір.

### Кількість гравців

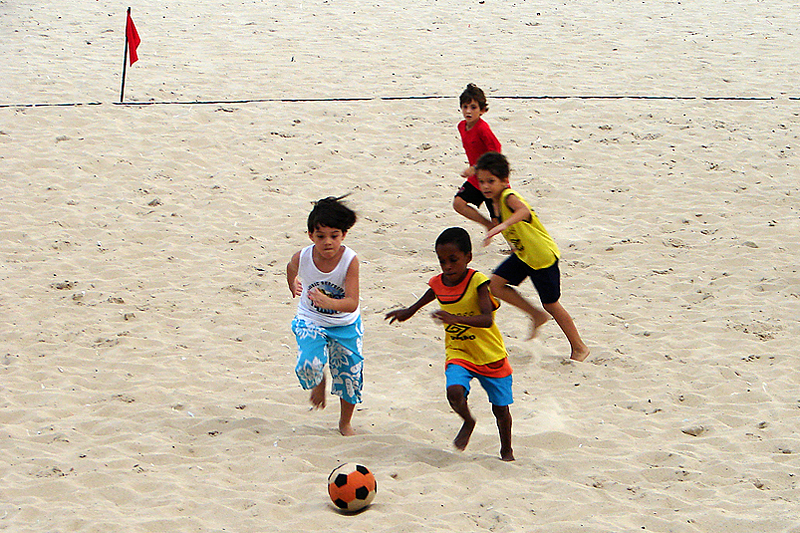

У грі беруть участь дві команди: у кожній — по чотири польові гравці та по одному голкіперу. Колектив може розпочинати гру у складі щонайменше чотирьох гравців. В разі, якщо через вилучення в команді залишиться менше трьох гравців (рахуючи воротаря), зустріч зупиняється й супернику цієї команди, незалежно від поточного рахунку, присуджується перемога — 10:0. Кількість замін у пляжному футболі — необмежена. Польовий гравець може замінити воротаря тільки в тому випадку, якщо останній вибуває з гри через травму.

### Розігрування м'яча
Перед початком гри кидається жереб, капітан команди, який виграє, вибирає половину поля або м'яч. У другому таймі з центру починає інша команда, у третьому жереб кидають знову. В разі додаткового часу розіграш починає команда, яка не отримала на це право в третьому таймі. Також жеребом визначається, хто з суперників першим пробиває післяматчеві пенальті.

### Тривалість гри
Матч складається з трьох таймів по 12 хвилин. Перерва між таймами — 3 хвилини. Час гри може бути зупинений після голу, в разі призначення штрафного удару чи пенальті, у випадку навмисного затягування часу. В разі, якщо час гри закінчився, але призначений штрафний удар чи 9-метровий, поєдинок вважається завершеним, коли забитий гол, коли воротар піймав чи відбив м'яча, той вийшов за лінію поля або відскочив у поле від каркаса воріт, влучив у когось із гравців і не залетів у ворота.
Якщо основний час приніс нічию, призначається додатковий час — 3 хвилини. Якщо й після нього рівновага збережеться, команди пробивають пенальті — 9-метрові удари, до першого промаху. Пенальті можуть пробивати будь-які гравці, що перебували на полі в момент завершення матчу. Будь-хто з них також може зайняти місце у воротах, замінивши голкіпера своєї команди.

### Штрафні удари
Коли гравець штовхнув суперника чи стрибнув на нього, вдарив або намагався вдарити, зробив підніжку, затримав гравця протилежної команди, небезпечно атакував його, плюнув в опонента чи кинув пісок в обличчя, навмисно торкнувся м'яча руками (окрім воротаря у штрафному майданчику), перешкоджав введенню м'яча у гру голкіпером тощо. Штрафні пробивають ті гравці, на яких порушено правила (виняток — якщо цей гравець зазнає травми). Якщо футболіст, котрий заробив штрафний, залишає поле, не виконавши удар, він не має права повернутись у гру.

### Картки
Жовта — за неспортивну поведінку, систематичні порушення правил, цілеспрямоване затягування часу, навмисну гру руками, демонстративний вихід із поля тощо. Синя — якщо гравець отримує другу жовту картку, навмисно кидає пісок у суперника чи арбітра, ціною фолу ліквідує гольовий момент біля своїх воріт. Гравець, що отримав синю картку, вилучається з поля на 2 хвилини, протягом яких його команда грає в меншості. Потім порушник може повернутися в гру. Червона картка знаменує вилучення з поля гравця, який грубо порушує правила, агресивно поводиться на полі, плює в суперника чи в будь-яку іншу особу, лається чи вдається до образливих жестів, руками ліквідує гольовий момент біля своїх воріт або ж отримує третю жовту картку в матчі. Вилучений гравець не може більше повернутися на поле в цій грі, а його команда протягом 2 хвилин грає у меншості.

## Пляжний футбол в Україні
Біч сокер в Україні має хоч і коротку зате дуже прогресивну історію.
Історія Пляжного футболу почалася літом 2001 року, коли на пляжі Київського Гідропарку відбувся дебютний турнір з пляжного футболу серед 8-ми київських любительських команд.
Вже наступного року змагання пройшли в 5ти містах України, у змаганнях узяли участь 50 команд. Київський фінал приніс перемогу дружині «Лотто», у складі якої грали, зокрема, рекордсмен світових першостей Олег Саленко, колишні гравці збірної України Юрій Калитвинцев і Сергій Шматоваленко. В інших командах-учасницях також вистачало знаних майстрів великого футболу.
Після проведення цих змагань була створена Асоціація пляжного футболу України з представництвом в 144 регіонах країни, яка була прийнята до складу Федерації футбола України.
У 2003 році відбувся перший чемпіонат України з цього виду спорту. Його організаторами стали Асоціація пляжного футболу України (АПФУ) за підтримки Федерації футболу України (ФФУ). Під егідою цих організацій на сьогоднішній день було проведено 5 офіційних Чемпіонатів України. Турніри зібрали 232 команди з 10 регіонів України (Київ, Севастополь, Дніпропетровськ, Одеса, Львів, Харків, Маріуполь, Кременчук, Миколаїв, Запоріжжя).
Влітку 2008 року в Україні пройшов 6-й Чемпіонат України з пляжного футболу, матчі проводились у 8-ми містах України.

### Збірна України з пляжного футболу
Була заснована у 2001 році.
У 2004 році Збірна України виборола бронзові нагороди Чемпіонату Європи і потрапила до участі у Чемпіонаті Світу-2006, на якому наші спортсмени посіли 5 місце, а вже у 2007 році стали повноправними володарями Кубку Європи. За міжнародним рейтингом національних збірних команд з пляжного футболу 2007 року наша команда потрапила до десятки найсильніших і зайняла почесне 8 місце з 21 можливого.
У 2010 році Збірна України виграла Чемпіонат Європи, в блискавичному стилі перегравши по ходу турніру збірні Швейцарії, Нідерландів, та Португалію в фіналі.
В 2012 українці посіли третє місце на Чемпіонаті Європи, чим забезпечили собі участь у фінальній частині чемпіонату світу 2013 року.